# Nesodillo schellenbergi
Nesodillo schellenbergi är en kräftdjursart som beskrevs av Karl Wilhelm Verhoeff1928. Nesodillo schellenbergi ingår i släktet Nesodillo och familjen Armadillidae.

## Underarter
Arten delas in i följande underarter:
- N. s. malaisei
- N. s. schellenbergi
- N. s. takakuwai